# 哈季姆·别克·奥尔杜巴迪

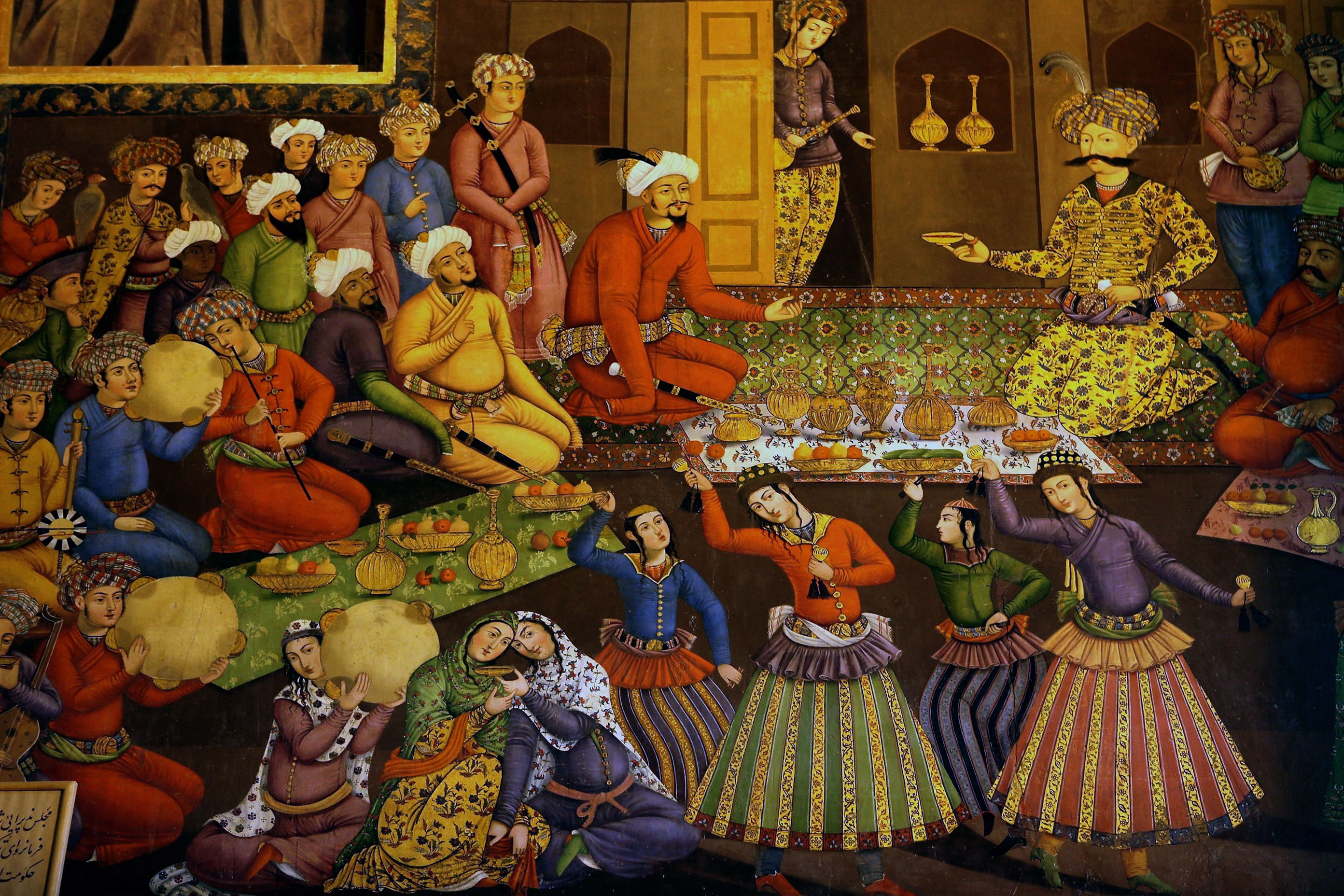
阿拔斯一世与他的侍臣

哈特姆·贝格·奥尔杜巴迪（波斯語：حاتم بیگ اردوبادی，16世纪—1610年1月），是波斯萨法维王朝的贵族、政治家。哈特姆出身于名门奥尔杜巴迪家族，是中世纪波斯科学家奈绥尔丁的后裔。他作为阿拔斯一世宫廷的元老，在1591年至1610年间担任波斯大维齐尔，他去世后由其子米尔扎·塔勒布·汗·奥尔杜巴迪接掌职权。